# Агинскоје
Агинскоје (рус. Агинское) је „село градског типа“ и управно средиште Агинскобурјатског рејона у Забајкалском крају у Русији. Налази се у долини реке Аге, која припада сливу реке Амура. Географски положај му је 51° 6′ N 114° 30′ E / 51.100° С; 114.500° И.
Број становника 2004. године износио је 12.000.
Агинскоје је основано 1811. Од главног града Забајкалског краја, Чите, удаљено је 200 km. Путујући до њега од Чите, тајга се смењује са бескрајним степама, степе са беживотним брежуљцима. Овај градић је запањујуће велики контраст према запуштеној и неодржаваној престоници Чити. У Агинскојем су асфалтирани путеви, нанесене су одговарајуће ознакем, улице у средишту су чисте, прочеља управних и осталих зграда су уредно окречена.
У граду има погона прехрамбене индустрије.

## Становништво
Према прелиминарним подацима са пописа, у граду је 2010. живело становника, (%) више него 2002.
| 1959. | 1970. | 1979. | 1989. | 2002.  | 2010.  |
| ----- | ----- | ----- | ----- | ------ | ------ |
| 6.060 | 7.922 | 7.821 | 9.286 | 11.717 | 15.596 |